# Caramelo de mantequilla salada
El caramelo de mantequilla salada (en francés: caramel au beurre salé) es una especialidad gastronómica a menudo considerada como típica de Bretaña (Francia). 
Este caramelo blando, que tiene la peculiaridad de estar realizado con mantequilla salada, aparece desde al menos 1946 en los libros de recetas y se vende como chuchería en diversas pastelerías de Bretaña, sobre todo en Morbihan. Su notoriedad crece al finalizar los años 70 cuando Henri Le Roux inventa un caramelo que incluye mantequilla salada y avellanas y lo comercializa con éxito en París. Logrando numerosos premios, su creación populariza el caramelo de mantequilla salada bretón, que se convierte en los años 1980 y 1990 en una golosina típicamente bretona apreciada y reconocida como tal por las turistas.
Especialidad de éxito ligada a la identidad bretona, el caramelo de mantequilla salada se declina bajo diversas formas (crema de untar, caramelo líquido) y forma parte de las recetas de numerosos productos agroindustriales. 